# 于永
永（？—前20年），西汉东海郡郯县（今山东省郯城县）人，丞相定國之子。
于永少年时嗜酒无行，三十岁持节改正。担任中郎将、长水校尉，父亲死后，袭封西平侯。以礼居丧，孝名远扬。以列侯为散骑光祿勳，官至御史大夫（前22年－前20年），尚汉宣帝长女馆陶公主。